# Cyrtotria angustissima
Cyrtotria angustissima är en kackerlacksart som beskrevs av Lucien Chopard 1958. Cyrtotria angustissima ingår i släktet Cyrtotria och familjen jättekackerlackor. Inga underarter finns listade i Catalogue of Life.